# Neonoen
Neonoen, poznat i kao NeonoeN je crnogorski rock band osnovan 2012. godine u Podgorici. Trebali su predstavljati Crnu Goru na Pjesmi Eurovizije 2025. s pjesmom „Clickbait”, ali su se povukli zbog kontroverze oko toga da su prethodno izveli svoju pjesmu u lipnju 2023. godine.

## Povijest
Neonoen, osnovan u Podgorici početkom 2012. godine pod imenom Neon, rezultat je suradnje pjevača Marka Vukčevića i gitarista Ilije Pejovića. Nakon odlaska nekoliko drugih glazbenika, postava je učvršćena dolaskom basista Filipa Vulanovića i bubnjara Milana Vujovića.
Unatoč dugogodišnjem djelovanju na glazbenoj sceni, Neon je 2018. godine objavio debitantski singl „Ti i ja solo” te su počeli pisati autorske pjesme. Iste godine gostuju u glazbenom programu RTCG Obrati pažnju, gdje izvode obrade poznatih pjesama, kao što su „Lonely Boy” The Black Keysa, „Za laku noć” i „Još ne sviće rujna zora”, crnogorsku domoljubnu pjesmu. Tri godine kasnije, 2022. godine, surađivali su s Ivanom Dečakom, frontmenom hrvatske grupe Vatra, za pjesmu „Daleko odavde”.
Godine 2023., u povodu svoje desete obljetnice, Neon je odlučio promijeniti ime u Neonoen kako bi izbjegli zabunu s drugim bendovima na nacionalnoj i međunarodnoj razini. Ova promjena popraćena je produkcijom dvaju neobjavljenih singlova, koji su premijerno izvedeni na Festivalu kulture Zabjelo. Objavom pjesme Dok ne udahnem te band je najavio da radi na svom prvom albumu čiji je izlazak planiran za 2024. godinu.
Dana 10. listopada 2024. objavljeno je sudjelovanje Neonoena na Montesongu 2024., izboru crnogorskog predstavnika na Pjesmi Eurovizije 2025., gdje su otpjevali pjesmu Clickbait. Dana 27. studenoga su pobjedili na Montesongu gdje su osvojili drugo mjesto i od žirija i od publike, čime su osigurali pravo da predstavljaju Crnu Goru na Pjesmi Eurovizije u Baselu.
Nakon finala Montesonga pokazalo se da je Neonoen izveo pjesmu „Clickbait” u lipnju 2023. na glazbenom festivalu na Zabjelu, čime su prekršili pravila Montesonga i Pjesme Eurovizije. Band je 4. prosinca 2024. objavio da se povlači kao predstavnik Crne Gore na natjecanju.